# Cantonul Béziers-3
Cantonul Béziers-3 este un canton din arondismentul Béziers, departamentul Hérault, regiunea Languedoc-Roussillon, Franța.

## Comune
- Béziers (parțial, reședință)
- Cazouls-lès-Béziers
- Colombiers
- Corneilhan
- Lespignan
- Lignan-sur-Orb
- Maraussan